# Daniel Pearson
Daniel Pearson (Cardiff, 26 febbraio 1994) è un ciclista su strada britannico, attivo tra gli Elite UCI dal 2017 al 2021.

## Palmarès
- 2011 (Juniores)

Campionati britannici, Prova in linea Juniores
- 2019 (Canyon dhb, una vittoria)

2ª tappa Tour de la Mirabelle (Épinal > Gérardmer)

### Altri successi
- 2019 (Canyon dhb)

Classifica scalatori Tour de la Mirabelle

## Piazzamenti

### Classiche monumento
- Liegi-Bastogne-Liegi

2017: ritirato
- Giro di Lombardia

2021: ritirato